# Spektrum der Wissenschaft (видавництво)
Spektrum der Wissenschaft — видавництво у Гайдельберзі в Німеччині, що належить до видавничої групи Springer Nature та переважно видає журнали з природничих наук. Від 1978 року група видає однойменний з нею журнал «Spektrum der Wissenschaft», а також ряд інших споріднених журналів:
- «Sterne und Weltraum» (seit 2001)
- «Gehirn&Geist»[de] (seit 2002)
- «Astronomie heute»[de] (2003—2008)
- «Abenteuer Archäologie»[de] (2004—2007)
- «epoc»[de] (2008—2012)
- «Spektrum neo» (2011—2014)
- «Spektrum Psychologie» (від 2019)[1]
- «Spektrum Gesundheit» (від 2020)[2]
- «Spektrum Geschichte» (від 2020)[3]

Суто онлайн-виданням є науковий щотижневик «Spektrum.de — Die Woche» та раніше був «Spektrum Kompakt» (який від 2016 року виходить і в друкованій формі). У книжковій серії «Spektrum-Bibliothek» з 1984 по 1993 рік вийшло 37 томів. Видавництво керує науковим онлайн-порталом «Spektrum.de» (раніше «Wissenschaft-Online») і порталом наукових блогів SciLogs, на якому публікують свої матеріали науковці та наукові журналісти. У 2010 році Spektrum der Wissenschaft спільно з Фондом Роберта Боша розробив базу даних AcademiaNet. Дочірня компанія Spektrum Akademischer Verlag, заснована в 1991 році і зараз продана, видала 700 переважно німецькомовних наукових книг і три журнали.